# Deimos (měsíc)
Deimos (z řeckého Δείμος, česky Hrůza) je vnějším a menším ze dvou známých měsíců planety Marsu.

## Objev
Deimos objevil 11. srpna 1877 Asaph Hall, pouhých šest dní před objevem druhého měsíce Marsu, Phobosu. Objev byl zveřejněn 18. srpna téhož roku. Je zajímavé, že existenci měsíců Marsu předpověděl již Johannes Kepler v roce 1610.
Předpověď měsíce Phobos byla založena na dostupných znalostech 17. století, že Venuše nemá žádný měsíc, Země má jeden a Jupiter čtyři. Z této posloupnosti se vyvozovalo, že Mars musí mít měsíce dva a že se mezi Marsem a Jupiterem ukrývá ještě jedna planeta se třemi měsíci. Z toho důvodu se pravděpodobně dostala dvojice měsíců i do knihy Jonathana Swifta Gulliverovy cesty z roku 1726 popisující objev dvou měsíčků Marsu hvězdáři vymyšlené země Laputa.

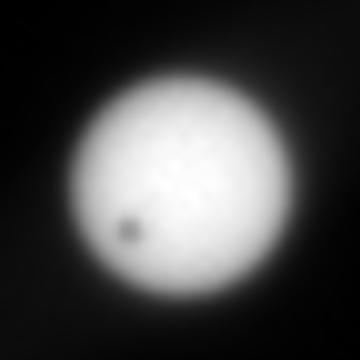
Přechod Deimosu přes Slunce pozorovaný z vozítka Opportunity z povrchu Marsu

## Popis měsíce

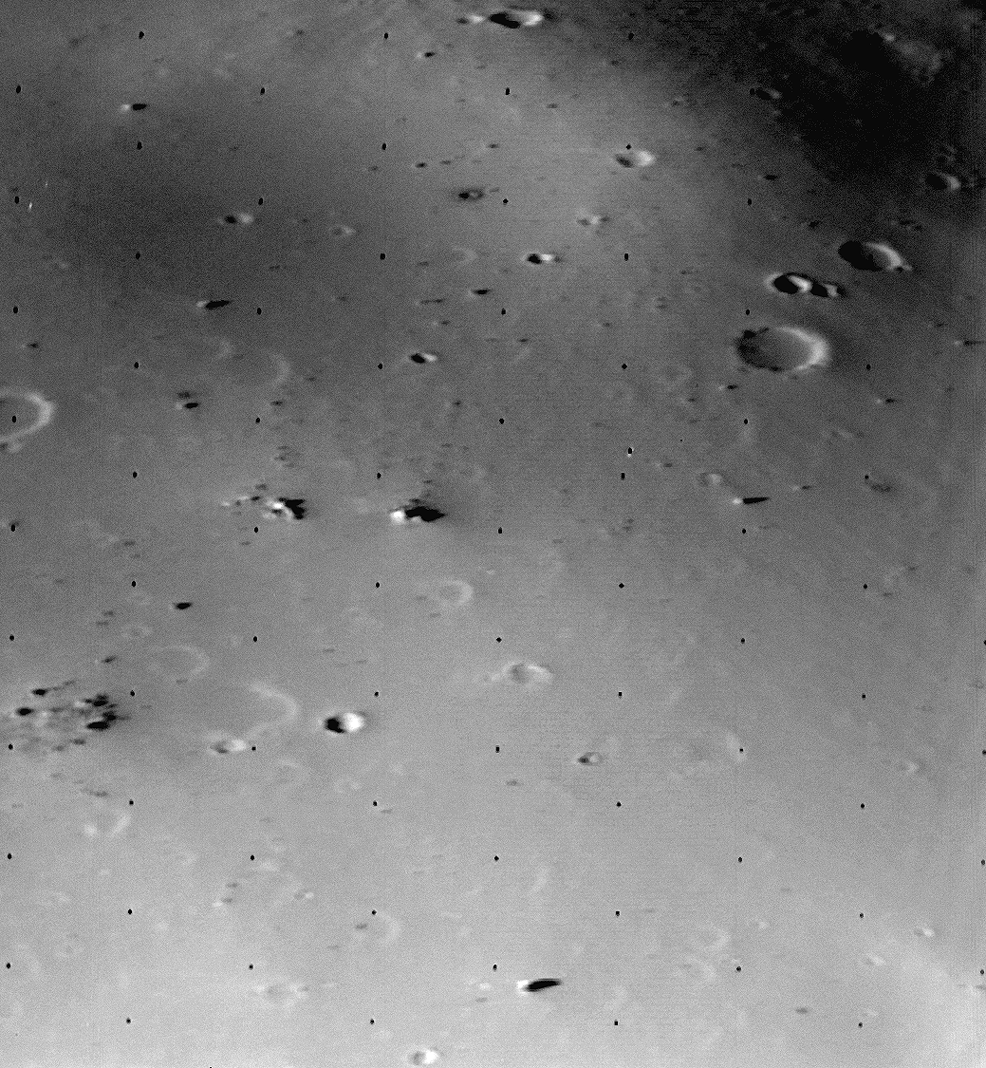
Povrch měsíce Deimos ze vzdálenosti 30 km vyfocený sondou Viking 2

Měsíc Deimos velmi nepravidelného tvaru je s největší pravděpodobností zachycenou planetkou, pocházející z oblasti hlavního pásu planetek. Zachycena byla zřejmě vzájemnou kombinací gravitačních poruch působených Jupiterem a samotným Marsem. Podle jiné teorie mohly být oba měsíce vyraženy z povrchu Protomarsu v době tvorby planety akrecí, při dopadech velkých planetesimál.
Na základě spektroskopických měření se podobá planetkám typu C, jejichž složení se blíží uhlíkatým chondritům, čemuž nasvědčuje i nízká hustota objektu. Dá se očekávat, že bude obsahovat značné množství uhlíku a uhlíkatých (organických) látek. Na rozdíl od Phobu však zřejmě nemá ve svém tělese větší množství vodního ledu. Vzhledem k jeho chemickému složení je však impaktní teorie jeho vzniku méně pravděpodobná.
Deimos nemá žádnou detekovatelnou atmosféru.
Povrch měsíce je pokryt krátery, pozůstatky jeho bombardování v minulosti, které jsou většinou částečně zaplněny regolitem, takže jeho povrch je značně hladký. Na povrchu Deimosu je velká nepravidelná prohlubeň o průměru kolem 10 km, která je buď pozůstatkem velkého impaktu, nebo naopak stopou po vzniku tohoto měsíce splynutím dvou menších těles. Dva největší krátery, jediné dosud pojmenované, oba o průměru max. 3 km, nesou jména Swift (viz odstavec „Deimos v literatuře“) a Voltaire.
Na základě rozhodnutí IAU byly útvary na Deimu pojmenovány po spisovatelích.

## Pozorování na místě
Při pohledu z Deimosu by Mars vyhlížel tisíckrát větší a čtyřistakrát jasnější než úplněk pozemského Měsíce při pozorování ze Země.

Oběh Phobosu a Deimosu kolem Marsu (měřítko zachováno)

Naopak Deimos pozorovaný z povrchu Marsu (je vidět pouze do areografických šířek přibližně 82,7°) má zdánlivý průměr jen 2,5 obloukové minuty, tedy pouhému oku by připadal jako pomalu se pohybující hvězda. Již v malém dalekohledu by však bylo možno pozorovat jeho fáze. Při „úplňku“ září srovnatelně s planetou Venuší, v „první“ nebo „poslední čtvrti“ je jeho hvězdná velikost srovnatelná s hvězdou Vega. Vzhledem k tomu, že obíhá Mars pomaleji, než je rychlost rotace Marsu kolem osy, vychází na východě a zapadá na západě. Při pozorování na rovníku je doba mezi východem a západem Deimu přibližně 2,7 dne.

## Kosmický průzkum
První snímky tohoto měsíce z blízka pořídily v roce 1977 sondy Viking 1 a Viking 2. Družicová část první z nich se přiblížila k tomuto měsíci až na 50 km, přičemž získala snímky s rozlišením až 3 m. Z gravitačního působení měsíců Marsu na oběžné dráhy sond byly stanoveny poměrně přesně jejich hmotnosti (s relativní chybou kolem 7 %).

## Původ jména
Deimos byl pojmenován podle Deima, jednoho ze synů boha války Área (Marta) a Afrodity (Venuše). On a jeho bratr Phobos společně stále doprovázeli svého otce boha války. Jména obou měsíců navrhl Henry Madan (1838–1901) z Etonu, podle citátu z XV. knihy eposu Ilias, kde bůh války povolává Strach (Phobos) a Hrůzu (Deimos). Podle jiných mytologických pověstí byli Deimos a Phobos koně, zapřažení do Areova válečného vozu.

## Deimos v kultuře

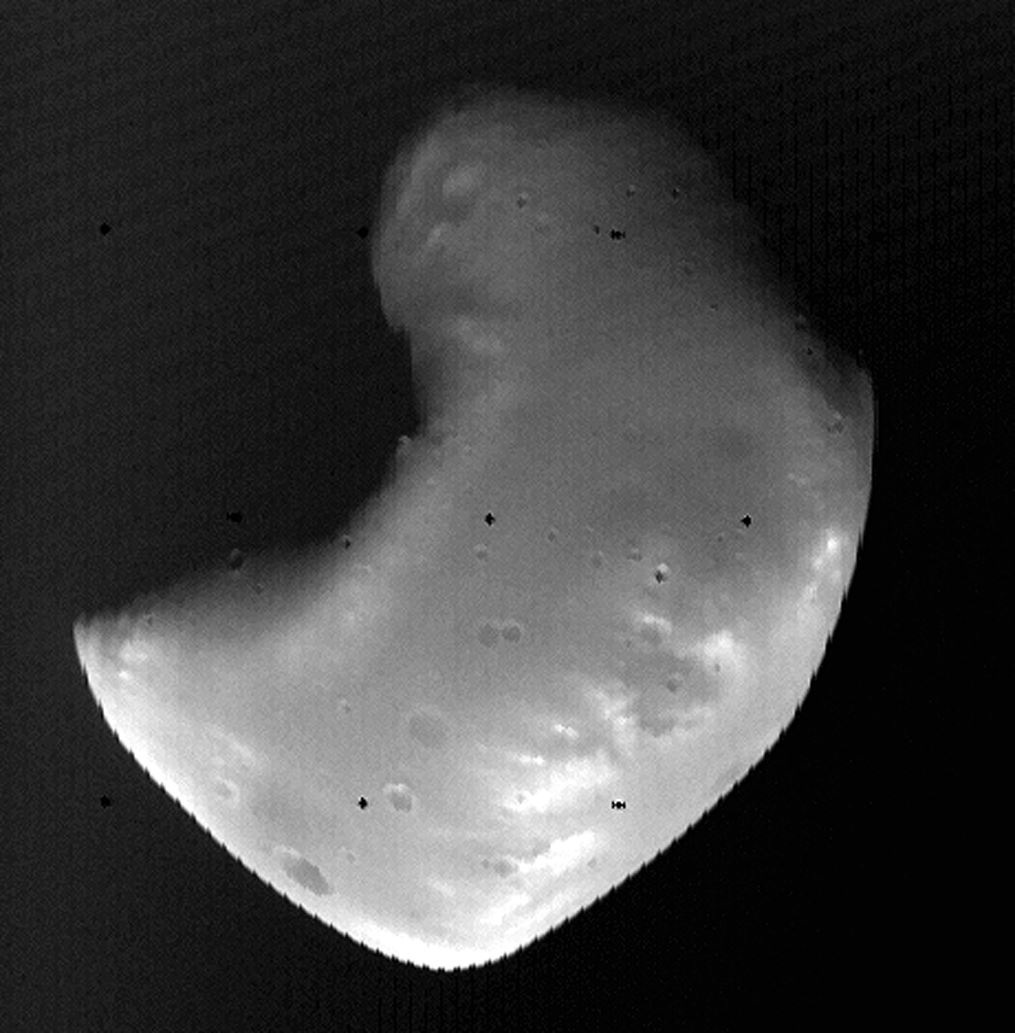
Deimos na snímku sondy Viking 1

- Anglický spisovatel Jonathan Swift ve svých Guliverových cestách popisuje objev dvou měsíčků Marsu hvězdáři vymyšlené země Laputa. Swiftův satirický román vyšel poprvé v roce 1726, tedy půldruhého století před skutečným objevem Phobu a Deimu a žádný tehdejší hvězdářský dalekohled nebyl dostatečně výkonný, aby mohl skutečné měsíce odhalit.[5][6]
- Český spisovatel sci-fi J. M. Troska v prvním dílu trilogie Zápas s nebem (první vydání 1940) popisuje let svých hrdinů k průzkumu Deimu.
- Přistání pilotované expedice na Deimu popisuje Kim Stanley Robinson v románu Green Mars (Zelený Mars, první angl. vydání v r. 1993).
- Deimos je zmíněn v povídce „Marťanský styl“ spisovatele Isaaca Asimova.[7]
- Ve vědeckofantastickém americkém seriálu Expanze (The Expanse) z roku 2015 je Deimos zničen fiktivními Spojenými národy v rámci odvetného úderu proti obyvatelům Marsu.